# Neoscirula ogawai
Neoscirula ogawai är en spindeldjursart som först beskrevs av Shiba 1978.  Neoscirula ogawai ingår i släktet Neoscirula och familjen Cunaxidae. Inga underarter finns listade i Catalogue of Life.